# Moadon Kaduregel Hapoel Ramat Gan Giv'atayim 2012-2013
Questa voce raccoglie le informazioni riguardanti il Moadon Kaduregel Hapoel Ramat Gan Giv'atayim nelle competizioni ufficiali della stagione 2012-2013.

## Stagione
Nella stagione 2012-2013 l'Hapoel Ramat Gan ha disputato la Ligat ha'Al, massima serie del campionato israeliano di calcio, terminando la stagione al quattordicesimo ed ultimo posto con 30 punti conquistati in 33 giornate, frutto di 7 vittorie, 9 pareggi e 17 sconfitte, retrocedendo in Liga Leumit. Nella Gvia HaMedina l'Hapoel Ramat Gan è sceso in campo dall'ottavo turno, raggiungendo la finale del torneo, vinta sull'Ironi Kiryat Shmona dopo i tiri di rigore. Grazie a questo successo si è qualificata per il terzo turno preliminare della UEFA Europa League 2013-2014. Nella Toto Cup Al l'Hapoel Ramat Gan ha superato la fase a gironi, raggiungendo le semifinali dove è stato eliminato dall'Hapoel Be'er Sheva dopo i tiri di rigore.

## Rosa
| N. |                               | Ruolo | Calciatore     |
| -- | ----------------------------- | ----- | -------------- |
| 1  | Israele (bandiera)            | P     | Itay Arkin     |
| 3  | Israele (bandiera)            | D     | Tal Hen        |
| 4  | Mali (bandiera)               | C     | Djibril Sidibé |
| 5  | Israele (bandiera)            | C     | Omer Hazom     |
| 7  | Israele (bandiera)            | C     | Aviv Azaria    |
| 8  | Israele (bandiera)            | C     | Yisrael Zaguri |
| 9  | Rep. Centrafricana (bandiera) | C     | David Manga    |
| 10 | Croazia (bandiera)            | A     | Miroslav Pejić |
| 10 | Romania (bandiera)            | C     | Dorin Goga     |
| 11 | Russia (bandiera)             | A     | Anton Archipov |
| 11 | Israele (bandiera)            | A     | Ben Ben Yair   |
| 12 | Israele (bandiera)            | C     | Bar Avitan     |
| 12 | Israele (bandiera)            | C     | Ran Itzhak     |
| 14 | Argentina (bandiera)          | A     | Carlos Chacana |
| 15 | Israele (bandiera)            | C     | Vladimir Broun |
| 16 | Israele (bandiera)            | C     | Omry Perel     |

| N. |                     | Ruolo | Calciatore       |
| -- | ------------------- | ----- | ---------------- |
| 17 | Israele (bandiera)  | C     | Michael Zandberg |
| 18 | Israele (bandiera)  | D     | Tamir Ben Ami    |
| 20 | Israele (bandiera)  | C     | Omer Buchsenbaum |
| 21 | Israele (bandiera)  | C     | Tomer Levi       |
| 22 | Israele (bandiera)  | P     | Guy Solomon      |
| 24 | Israele (bandiera)  | D     | Ofir Hemo        |
| 25 | Israele (bandiera)  | D     | Oz Ifrah         |
| 26 | Israele (bandiera)  | C     | Yogev Ben Simon  |
| 27 | Israele (bandiera)  | C     | Lidor Cohen      |
| 30 | Israele (bandiera)  | D     | Lior Reuven      |
| 33 | Israele (bandiera)  | D     | Tal Maabi        |
| 41 | Francia (bandiera)  | D     | Bernard Itoua    |
| 44 | Israele (bandiera)  | D     | Ze'ev Haimovich  |
| 77 | Israele (bandiera)  | C     | Artur Atzianov   |
| 99 | Slovenia (bandiera) | A     | Miran Burgič     |
|    | Israele (bandiera)  | A     | Shlomi Avisidris |

## Risultati

### Gvia HaMedina

#### Finale
| Arbitro: | Eytan Tbryzy |

|                                |                      |                           |
| Abuhatzira 17’                 | Marcatori            | 52’ Buchsenbaum           |
| Solari Gabai Hasarma Einbinder | Tiri di rigore 2 – 4 | Goga Reuben Burgič Zaguri |

## Statistiche

### Statistiche di squadra
| Competizione  | Punti | In casa | In casa | In casa | In casa | In casa | In casa | In trasferta | In trasferta | In trasferta | In trasferta | In trasferta | In trasferta | Totale | Totale | Totale | Totale | Totale | Totale | DR  |
| Competizione  | Punti | G       | V       | N       | P       | Gf      | Gs      | G            | V            | N            | P            | Gf           | Gs           | G      | V      | N      | P      | Gf     | Gs     | DR  |
| ------------- | ----- | ------- | ------- | ------- | ------- | ------- | ------- | ------------ | ------------ | ------------ | ------------ | ------------ | ------------ | ------ | ------ | ------ | ------ | ------ | ------ | --- |
| Ligat ha'Al   | 30    | 16      | 3       | 7       | 6       | 15      | 18      | 17           | 4            | 2            | 11           | 22           | 29           | 33     | 7      | 9      | 17     | 37     | 47     | -10 |
| Gvia HaMedina | -     | 3       | 3       | 0       | 0       | 9       | 4       | 1            | 1            | 0            | 0            | 2            | 1            | 5      | 4      | 1      | 0      | 12     | 6      | +6  |
| Toto Cup Al   | -     | 4       | 1       | 3       | 0       | 10      | 6       | 3            | 2            | 0            | 1            | 5            | 3            | 7      | 3      | 3      | 1      | 15     | 9      | +6  |
| Totale        | -     | 23      | 7       | 10      | 6       | 34      | 28      | 21           | 7            | 2            | 12           | 29           | 33           | 45     | 14     | 12     | 19     | 64     | 62     | +2  |